# Grote kattenstaart
De grote kattenstaart (Lythrum salicaria) is een vaste plant uit de kattenstaartfamilie (Lythraceae). De soortaanduiding salicaria betekent: met blad dat lijkt op een wilgenblad.

## Beschrijving
De plant heeft meestal tussen de 0,60-1,20 m lange, rechtopgaande, kantige stengels met vertakkingen. De 3-8 cm lange, lancetvormige tot eironde bladeren staan met twee of drie kruisgewijs tegenover elkaar, maar aan de top verspreid. De plant groeit in pollen met wortels tot een meter diep.
De 1-1,6 cm grote bloemen groeien in schijnkransen uit de oksels van de bovenste bladen, elk heeft vier tot meestal zes kroonbladen en twaalf meeldraden. De paarsrode bloemen zijn gerangschikt in een tot 35 cm lange schijnaar. Ze zijn tweeslachtig en vertonen heterotristylie om zelfbestuiving te voorkomen. Dat betekent dat er drie soorten bloemen voorkomen (trimorf):
- kortstijlige bloemen met middellange en lange meeldraden
- middelstijlige bloemen met korte en lange meeldraden
- langstijlige bloemen met korte en middellange meeldraden.

De bloeiperiode loopt van juni tot september.

## Groeiplaatsen
De plant is zeer algemeen en te vinden op zonnige tot half beschaduwde plaatsen op natte, matig voedselrijke tot voedselrijke, zwak zure tot kalkrijke gronden langs sloten, greppels, kanalen, meren, poelen, beken, en rivieren. Ook in grasland, bermen, lichte loofbossen, vochtige struwelen, drassige kapvlakten, moerassen, vochtige ruigten en in vochtige duinen en heiden.

## Verspreiding
Grote kattenstaart vindt zijn oorsprong in de gematigde streken van Europa en Azië maar is gedurende de moderne tijd over vrijwel alle werelddelen verspreid. In Noord-Amerika vormt hij plaatselijk een plaag die wordt bestreden.

## Ecologie
De grote kattenstaart is waardplant voor de kattenstaartdikpootbij en de gele kattenstaartaardvlo. Het boomblauwtje gebruikt onder meer de grote kattenstaart voor haar tweede generatie eitjes. De plant is nectarplant voor de grote vuurvlinder.

## Plantengemeenschap
De grote kattenstaart is een kensoort voor de klasse van natte strooiselruigten (Convolvulo-Filipenduletea).

## Toepassingen
Doordat stengel en bladeren tannine bevatten, werd het vroeger in de leerlooierij gebruikt.
Wortelsap levert een rode kleurstof voor het verven van wol.

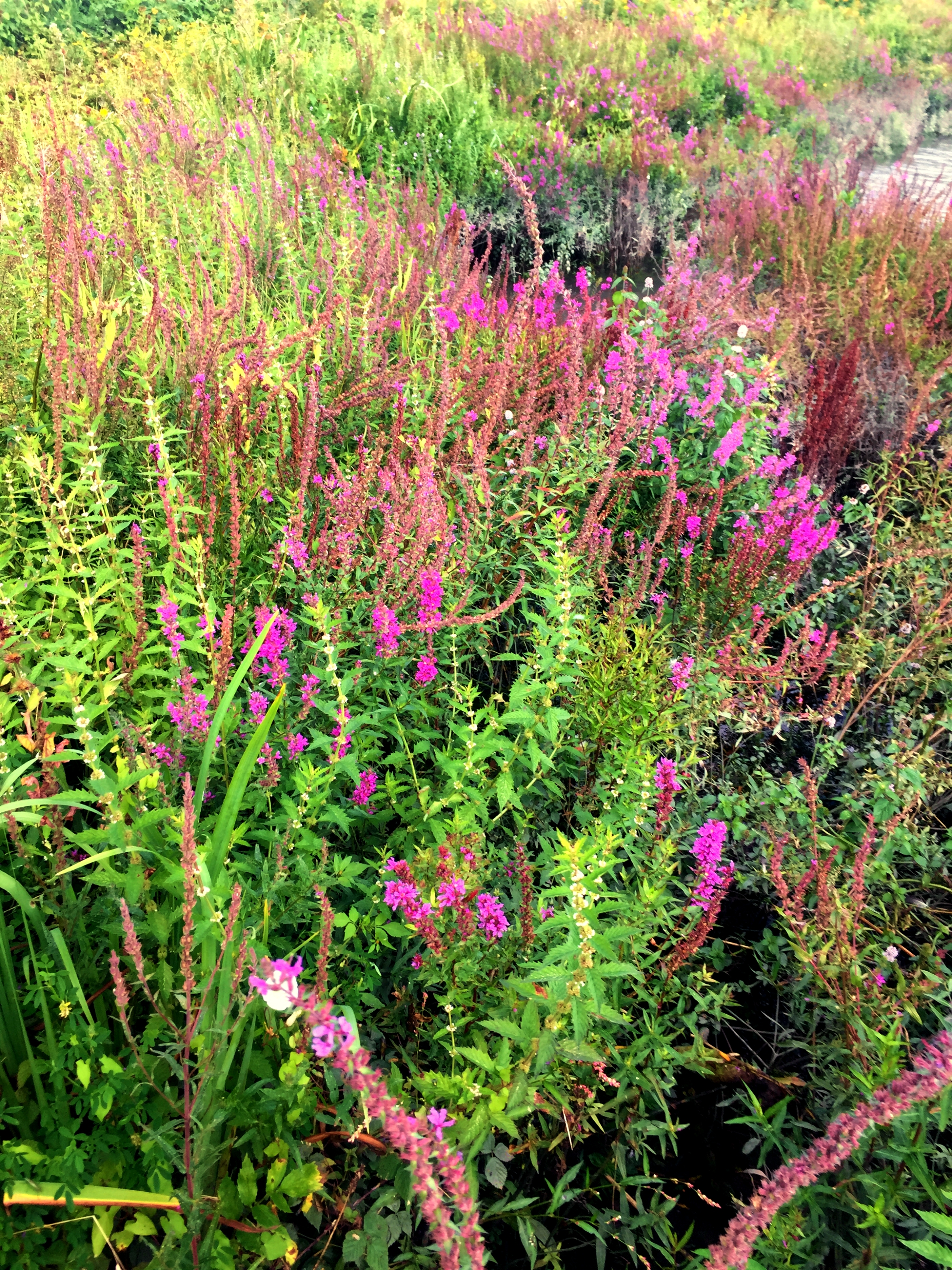
Grote kattenstaart in getijdenriviergebied (Nieuwe Maas)
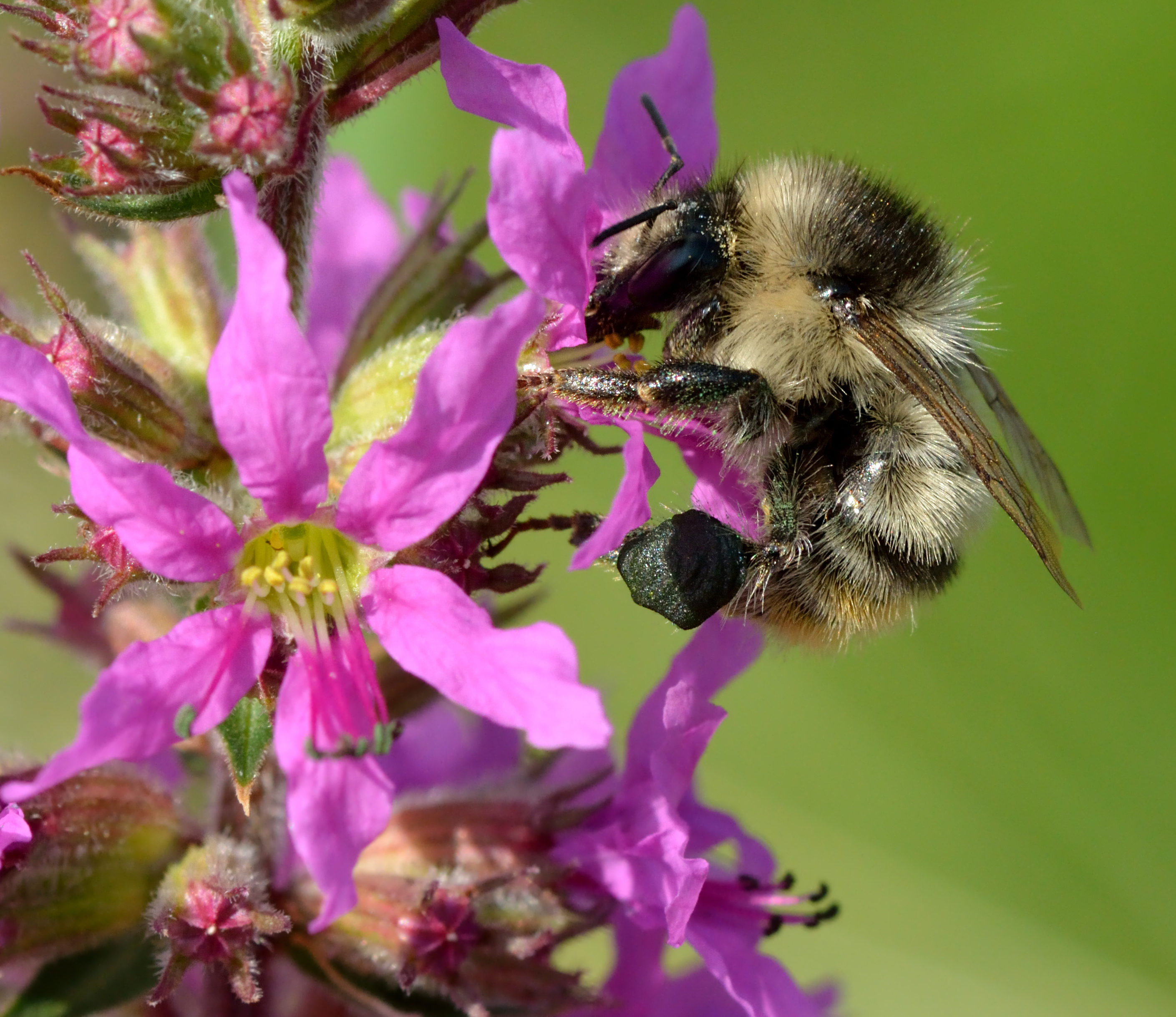
Boshommel op grote kattenstaart

Medicinaal werd de plant in het verleden ingezet voor haar bloedstelpende werking, tegen diarree, dysenterie, maagslijmvliesontsteking en vlektyfus.